# Copa Primera 2022
La Copa Primera 2022 fue la cuarta edición de dicha competición nicaragüense que contó con la participación de los equipos de Primera y de Segunda División.

## Sistema de competición

### Participantes
Participan 32 equipos: los 10 de Liga Primera y los 22 de Segunda División.

### Rondas eliminatorias
Se disputan las eliminatorias a doble partido (dieciseisavos, octavos, cuartos y semifinales), mientras que la final se juega a partido único.

## Resultados

### Dieciseisavos de final
| Fechas             | Local en la ida     | Global   | Local en la vuelta    | Ida | Vuelta |
| ------------------ | ------------------- | -------- | --------------------- | --- | ------ |
| 16 y 23 de febrero | San Judas FC        | 1:5      | ART Jalapa            | 1:2 | 0:3    |
| 16 y 23 de febrero | Condega             | 3:4      | Orgánica Masachapa FC | 2:1 | 1:3    |
| 16 y 23 de febrero | CD Las Sabanas      | (p.) 2:2 | CD Junior             | 1:1 | 1:1    |
| 16 y 23 de febrero | Real Xolotlán       | 1:8      | Diriangén FC          | 1:1 | 0:7    |
| 16 y 23 de febrero | Águilas de León     | 1:10     | Matagalpa             | 1:5 | 0:5    |
| 16 y 23 de febrero | Chinandega          | (p.) 4:4 | FC Bravos Primavera   | 1:3 | 3:1    |
| 16 y 23 de febrero | CD Nueva Guinea     | 2:9      | Real Madriz FC        | 0:2 | 2:7    |
| 16 y 23 de febrero | Deportivo Masaya FC | 2:0      | América JDE           | 1:0 | 1:0    |
| 16 y 23 de febrero | FC Estelí           | 1:3      | H&H Export            | 1:1 | 0:2    |
| 16 y 23 de febrero | San Marcos          | 3:4      | UNAN FC               | 2:1 | 1:3    |
| 16 y 23 de febrero | El Sauce FC         | 2:5      | Real Estelí FC        | 1:2 | 1:3    |
| 16 y 23 de febrero | Atlético Somotillo  | 2:4      | CD Ocotal             | 0:0 | 2:4    |
| 16 y 23 de febrero | Municipal San Lucas | 6:8      | FC Gutiérrez          | 3:2 | 3:6    |
| 16 y 24 de febrero | Matiguás FC         | 2:4      | Managua               | 2:0 | 0:4    |
| 16 y 24 de febrero | Real Granada FC     | 2:8      | Juventus FC           | 2:3 | 0:5    |
| 16 y 24 de febrero | Rivas CF            | 3:10     | CD Walter Ferretti    | 2:6 | 1:4    |

### Octavos de final
| Fechas                    | Local en la ida     | Global       | Local en la vuelta    | Ida | Vuelta |
| ------------------------- | ------------------- | ------------ | --------------------- | --- | ------ |
| 30 de marzo y 20 de abril | CD Las Sabanas      | 2:1          | Orgánica Masachapa FC | 0:0 | 2:1    |
| 30 de marzo y 20 de abril | Deportivo Masaya FC | (4:3 p.) 3:3 | Real Madriz FC        | 2:1 | 1:2    |
| 30 de marzo y 20 de abril | Chinandega          | 1:2          | Matagalpa             | 1:0 | 0:2    |
| 30 de marzo y 21 de abril | ART Jalapa          | 1:8          | CD Walter Ferretti    | 1:1 | 0:7    |
| 30 de marzo y 21 de abril | Managua             | 5:1          | FC Gutiérrez          | 3:1 | 2:0    |
| 30 de marzo y 21 de abril | CD Ocotal           | 1:8          | Real Estelí FC        | 1:1 | 0:7    |
| 30 de marzo y 21 de abril | Diriangén FC        | 3:4          | Juventus FC           | 1:3 | 2:1    |
| 30 de marzo y 21 de abril | UNAN FC             | 2:4          | H&H Export            | 1:2 | 1:2    |

### Cuartos de final
| Fechas                         | Local en la ida     | Global | Local en la vuelta | Ida | Vuelta |
| ------------------------------ | ------------------- | ------ | ------------------ | --- | ------ |
| 21 de julio y 14 de septiembre | Matagalpa           | 2:3    | Juventus FC        | 0:2 | 2:1    |
| 21 de julio y 15 de septiembre | Real Estelí FC      | 3:2    | Managua            | 1:1 | 2:1    |
| 3 de agosto y 14 de septiembre | Deportivo Masaya FC | 1:11   | H&H Export         | 1:7 | 0:4    |
| 3 de agosto y 14 de septiembre | CD Las Sabanas      | 1:7    | CD Walter Ferretti | 0:0 | 1:7    |

### Semifinales
| Fechas            | Local en la ida | Global | Local en la vuelta | Ida | Vuelta |
| ----------------- | --------------- | ------ | ------------------ | --- | ------ |
| 5 y 20 de octubre | Juventus FC     | 1:4    | CD Walter Ferretti | 1:1 | 0:3    |
| 6 y 20 de octubre | Real Estelí FC  | 7:0    | H&H Export         | 3:0 | 4:0    |

### Final
| 1 de febrero de 2023 | Real Estelí FC | 0:1     | CD Walter Ferretti | Estadio Nacional, Managua |             |
| 19:00                |                | Reporte |                    | Árbitro(s):               | Árbitro(s): |

### Campeón
|                    |
| CD Walter Ferretti |
| 2.° título         |